# Lithostege dissocyma
Lithostege dissocyma là một loài bướm đêm trong họ Geometridae.